# Kostel svatého Mikuláše (Čermná)
Římskokatolický farní kostel svatého Mikuláše v Čermné je barokní sakrální stavba stojící na mírné vyvýšenině nad průjezdní silnicí v obci. Od 28. prosince 2007 je kostel chráněn jako kulturní památka České republiky.

## Historie
Kostel byl poprvé připomínám v roce 1169. Kdy vznikl a jak vypadal tento původní kostel, není známo. V té době se hovoří o zdejším železitém prameni, který dává barvu Červenému potoku, pramenícímu nad vsí na západním úbočí Javorského vrchu. Pravděpodobně v první polovině 13. století vznikla na německém právu vesnice, táhnoucí se podél střední části potoka v údolí, směřujícímu k severu. Poprvé se připomíná roku 1352 v soupisu českých farností. Tento původní kostel byl zřejmě během válek poškozen.  V 1. polovině 18. století nahradila původní kostel celková barokní přestavba. Výsledkem je, že na pohledově exponované západní průčelí navazuje obdélná loď zakončená presbytářem s trojbokým závěrem, malou sakristií na severní straně a s hranolovitou věží v ose závěru přistavěnou roku 1845, která byla snad kvůli poloze kostela nad strmým břehem potoka umístěná za presbytářem. Již dříve však musel mít kostel zvonici, neboť již kolem roku 1730 se v kostelních účtech hovoří o zvonici se dvěma zvony.
Kostel, jehož střecha byla podle položek dílčí opravy původně šindelová, prošel celkovou opravou roku 1775, čtyři roky před tím byla opravena místní škola. Slavnostní procesí s korouhvemi se konala na Boží tělo a na den sv. Petra a Pavla do Žežic. V roce 1845, kdy byl položen základní kámen pro novou věž, která byla připojena k závěru presbytáře a celý kostel byl obnoven, byla instalována na střechu pálená krytina. Do zvonicového patra nové věže byly zavěšeny zvony z předchozí zvonice. Celkově mě kostel zvony tři. Nejstarší z nich byl renesanční a pocházel z dílny W. Hillgera ze saského Freiberku. Jeho dolní průměr je 92 cm a byl zhotoven v roce 1557. Nesl nápis s novozákonním texterm z evangelia sv. Jana: Ego Vox Clamantio in Deserto Dirigite Viam Domini (Já jsem hlas volajícího na poušti, připravte cestu Pánu).
V roce 1858 došlo k osamostatnění zdejší farnosti. Čermná byla do té doby přifařena k nedaleké Lipové. Upravená budova fary je i ve 21. století zachována naproti průčelí kostela přes silnici. Roku 1881 byla provedena velká oprava hodin na kostelní věži, přičemž hodiny jsou zde připomínány již dříve opravou k roku 1825.
Po roce 1945 byli vysídleni německy mluvící obyvatelé a vzhledem k odlehlé poloze se obec nepodařilo později plně dosídlit. Kostel byl postupně devastován až ke stavu, kdy hrozilo jeho zřícení. Byl také volně přístupný což zapříčinilo téměř zánik vnitřního zařízení. Ničení interiéru zabránily od roku 1992 nové mříže od žežického kováře Jana Borkovce. V letech 2008–2009 byl kostel důkladně opraven. Po opravě slouží k příležitostným bohoslužbám a kulturním akcím.

## Architektura
Jedná se o obdélnou stavbu s trojbokým presbytářem s malou sakristií po severním boku. V závěru presbytáře je hranolová věž. Okna jsou obdélná, půlkruhově zakončená. Průčelí kostela je členěno lizénovými rámci stejně jako štít s proláklými křídly a trojhranným nástavcem.
Kostel má uvnitř plochý strop. Na západní straně se v lodi kostela nalézá zděná kruchta.

## Zařízení
K zařízení kostela patří hlavní oltář z období kolem roku 1725.  Na místo byl instalován v roce 1744 a roku 1748 byl štafírován za 100 zlatých (následujícího roku konsekrován) i s kazatelnou, následujícího roku vylepšenou – byla prý jednoduchá, s letopočtem 1675. Nad vstupem do kostela byl prý letopočet 1700 spojovaný s jeho barokní novostavbou, ale podle jiných zdrojů udával pouze zvětšení lodi kostela o dva sáhy. Loď byla kryta prkenným stropem. Na hlavním oltáři byla již v 19. století zdůrazňována socha titulárního světce sv. Mikuláše, který byl biskupem v maloasijské Myře ve 4. století a je patronem dětí, námořníků, obchodníků, řady měst a diecézí. Tato socha vykazovala uměleckou kvalitu. K oltáři náleží, kromě sochy sv. Mikuláše ve středu, také sochy sv. Josefa a sv. Jana Nepomuckého umístěné po stranách oltáře. V nástavci oltáře je reliéf Boha Otce. Pozdější inventáře připomínají pouze pravý boční oltář Panny Marie. Protějškový boční oltář svatých Tří králů je uváděn až od 80. let 19. století. Křtitelnice pochází z roku 1705. Je kamenná, stojí na středové s prstenci a má kruhový kalich. Patří k ní víko s dřevěnou plastikou Kristova křtu.

## Zvony
V kostelní věži se nacházel zvon, přesunutý do kostela Všech Svatých v Arnultovicích a zrekvírovaný zvon z roku 1557 od Wolfa Hilgera.

## Okolí kostela

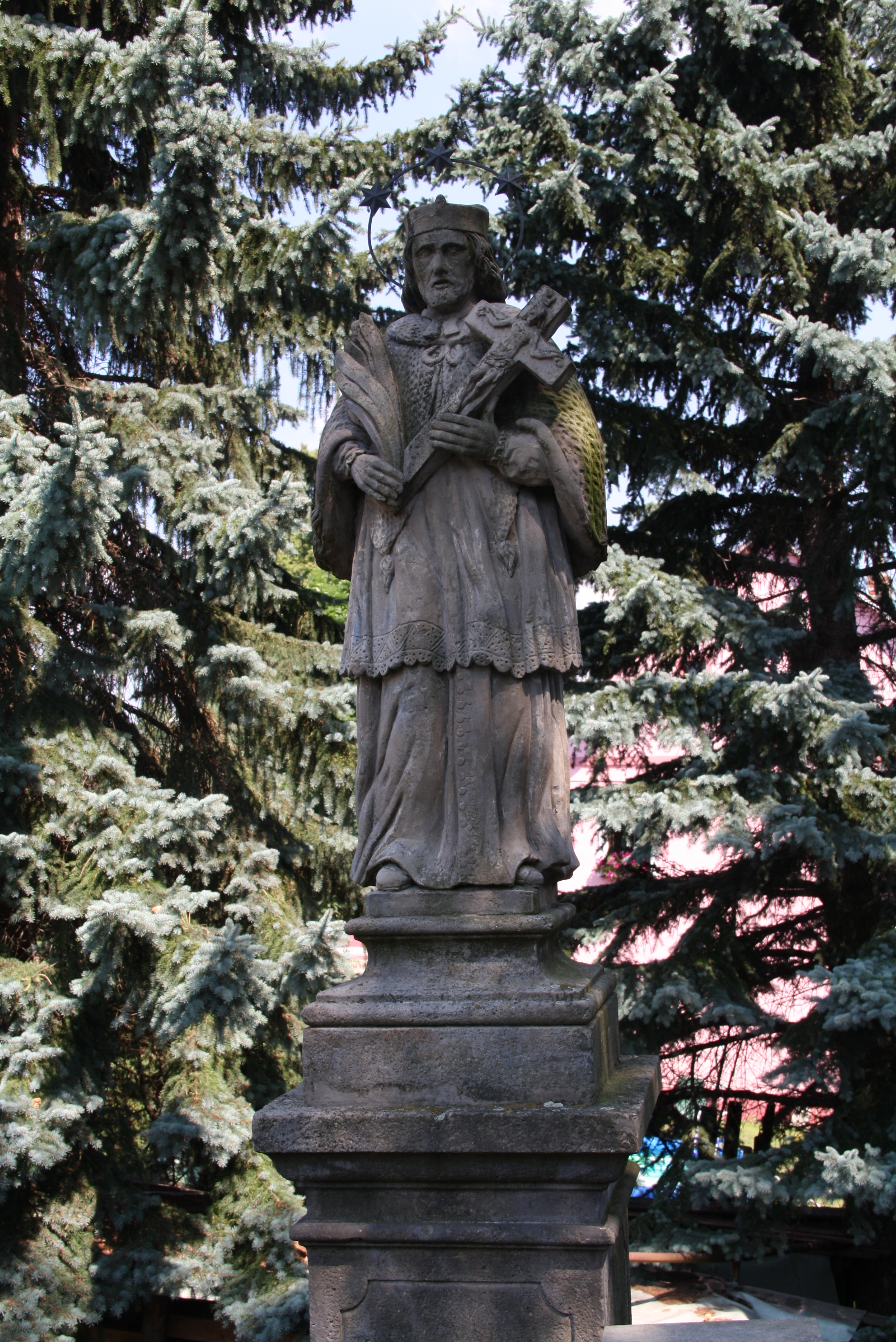
Socha sv. Jana Nepomuckého v Čermné

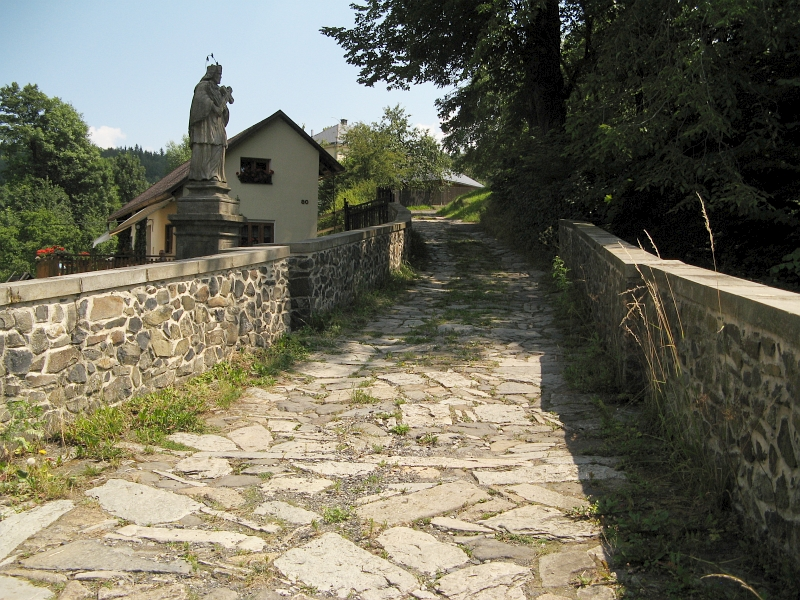
Můstek vedoucí ke kostelu

Poblíž kostela se nachází socha sv. Jana Nepomuckého ze 2. čtvrtiny 18. století. Stojí na kamenném můstku vedoucímu ke kostelu z 1. čtvrtiny 18. století na hranolovém soklu. Kamenný milník pochází z konce 18. století. Na okraji obce, kam byl až druhotně umístěn, stojí kamenný kříž z konce 18. století.